# Clã Cameron
O Clã Cameron é um clã escocês da região das Terras Baixas, do distrito Lochaber, Escócia.
O atual chefe é Donald Cameron de Lochiel, 27º chefe do clã.